# Keyshawn Johnson
Keyshawn Johnson (født 22. juli 1972 i Los Angeles, Californien) er en tidligere wide receiver. Han trak sig tilbage fra professional football den 23. maj 2007.

## College karriere
Johnson spillede for USC, og var blandt andet med til at vinde Cotton Bowl og Rose Bowl. I Rose Bowl greb han 12 bolde for 216 yards og et touchdown, hvilket sikrede ham MVP-titlen i den kamp.

## NFL karriere
Keyshawn Johnson blev valgt med det første valg i NFL Draften af New York Jets i 1996, som den første wide receiver siden Irving Fryar. Der spillede han indtil den 12. april 2000, hvor han skiftede til Tampa Bay Buccaneers.
I Tampa fik Johnson dog ikke den store succes, og blev tradet til Dallas Cowboys 19. marts 2004.
Den 19. marts 2006 blev Johnson fyret af Cowboys, men allerede 23. marts samme år, skrev han under på en kontrakt med Carolina Panthers.
Keyshawn Johnson er blevet valgt til Pro Bowl tre gange, i 1998, 1999 og 2001.

## Trivia
- Johnsons' fætter er Baltimore Ravens' cornerback Antrel Rolle.